# Aleksander Gabszewicz
Aleksander Klemens Gabszewicz (* 6. Dezember 1911 in Szawle; † 10. Oktober 1983 in Malvern, Worcestershire) war ein polnischer Jagdflieger im Zweiten Weltkrieg.

## Militärische Laufbahn
1931 trat Gabszewicz dem polnischen Militär bei. Zunächst diente er bei der Infanterie. 1938 schloss er die Flugausbildung ab. Bei Ausbruch des Zweiten Weltkrieges am 1. September 1939 schoss er gemeinsam mit Andrzej Niewiara eine Heinkel He 111 ab.

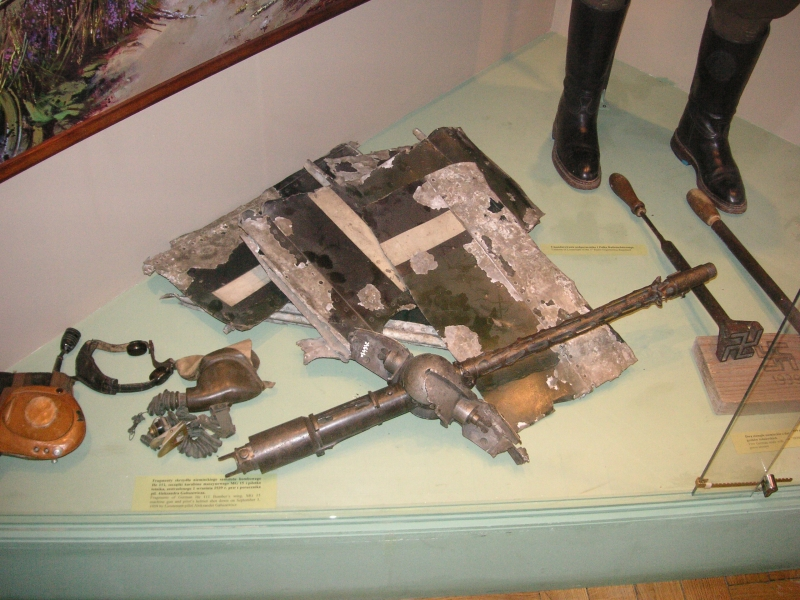
Reste der von Gabszewicz abgeschossenen Heinkel He 111

Er konnte sich nach Frankreich absetzen. Dort flog er eine Bloch MB.151.
Nach der Kapitulation Frankreichs floh er nach Großbritannien. Dort kämpfte er in der Royal Air Force. Er gehörte unter anderem der No. 607 Squadron, der No. 303 Polish Fighter Squadron sowie der 316th Polish Fighter Squadron an.
Am Ende des Zweiten Weltkrieges bekleidete er den Rang eines Brigadegenerals. Er erzielte insgesamt 9½ bestätigte und 2 unbestätigte Luftsiege und wurde unter anderem mit dem Virtuti Militari, dem Distinguished Service Order, dem Distinguished Flying Cross und dem Croix de guerre  ausgezeichnet. Er blieb bis zu seinem Tod in Großbritannien im Exil.